# Canale 46
Canale 46 è stata un'emittente televisiva italiana locale con sede a Palermo.

## Storia
Nata nel 1976, Canale 46 (allora Tele Sicania) è la prima emittente locale della città a irrompere nel panorama televisivo privato. Il palinsesto è costituito in via principale da televendite e rubriche su sanità e politica. Molto seguito dal pubblico è il cabaret organizzato dall'emittente, con scene tipiche della vita palermitana.
Nel 2008 a Roma durante il "RadioTv Forum" di Aeranti-Corallo è stato conferito un riconoscimento all'editore Arcangelo Grassia, per la distinzione nel campo dell'informazione locale.
Tra giugno e luglio 2012, in occasione dello switch-over al digitale terrestre in Sicilia, approda nel digitale terrestre come fornitore di contenuti, veicolata dal mux Tvm (UHF 35, da marzo 2016 UHF 45) e posizionata alla LCN 94. Nasce anche la seconda rete, 46 Shopping, poi rinominata 46 Channel 1 (LCN 632).
Le trasmissioni vengono interrotte il 19 maggio 2017, insieme alla seconda rete denominata 46 Channel 1.

## Programmi
- L'angolo fiscale
- L'altra metà del cielo
- Zoom
- Cristianesimo oggi
- Voci di mercato
- Rosanero siamo noi
- FISASCAT - Oggi parliamo di....